# Polonia en los Juegos Olímpicos de Tokio 2020
Polonia estuvo representada en los Juegos Olímpicos de Tokio 2020 por un total de 204 deportistas que compitieron en 24 deportes. Responsable del equipo olímpico fue el Comité Olímpico Polaco, así como las federaciones deportivas nacionales de cada deporte con participación.
Los portadores de la bandera en la ceremonia de apertura fueron el nadador Paweł Korzeniowski y la ciclista Maja Włoszczowska.

## Medallistas
El equipo olímpico de Polonia obtuvo las siguientes medallas:
| Nombre                                                                               | Deporte            | Competición          |
| ------------------------------------------------------------------------------------ | ------------------ | -------------------- |
| Oro                                                                                  |                    |                      |
| Dawid Tomala                                                                         | Atletismo          | 50 km marcha M       |
| Wojciech Nowicki                                                                     | Atletismo          | Martillo M           |
| Anita Włodarczyk                                                                     | Atletismo          | Martillo F           |
| Karol Zalewski Natalia Kaczmarek Justyna Święty-Ersetic Kajetan Duszyński            | Atletismo          | 4×400 m mixto        |
| Plata                                                                                |                    |                      |
| Maria Andrejczyk                                                                     | Atletismo          | Jabalina F           |
| Natalia Kaczmarek Iga Baumgart-Witan Małgorzata Hołub-Kowalik Justyna Święty-Ersetic | Atletismo          | 4×400 m F            |
| Karolina Naja Anna Puławska                                                          | Piragüismo         | K2 500 m F           |
| Agnieszka Kobus Marta Wieliczko Maria Sajdak Katarzyna Zillmann                      | Remo               | Cuatro scull (W4X) F |
| Agnieszka Skrzypulec Jolanta Ogar                                                    | Vela               | 470 F                |
| Bronce                                                                               |                    |                      |
| Patryk Dobek                                                                         | Atletismo          | 800 m M              |
| Paweł Fajdek                                                                         | Atletismo          | Martillo M           |
| Malwina Kopron                                                                       | Atletismo          | Martillo F           |
| Tadeusz Michalik                                                                     | Lucha grecorromana | 97 kg M              |
| Karolina Naja Anna Puławska Justyna Iskrzycka Helena Wiśniewska                      | Piragüismo         | K4 500 m F           |